# Eleição para o Senado federal pelo Wisconsin em 2012
A eleição para o Senado dos Estados Unidos através do estado de Wisconsin ocorreu em 6 de novembro de 2012, juntamente com a eleição presidencial bem como outras eleições para o Senado e Câmara dos Representantes e diversas eleições estaduais e locais. O senador titular do Partido Democrata Herb Kohl aposentou-se, recusando uma reeleição para um quinto mandato. A candidata do Partido Democrata foi a representante pelo segundo distrito congressional do estado, Tammy Baldwin. O candidato do Partido Republicano foi o ex-governador e ex-Secretário da Saúde e Serviços Humanos, Tommy Thompson.
Ambos os candidatos Democrata e Republicano conseguiram a nomeação do partido através das eleições primárias em 14 de agosto de 2012. Baldwin não teve oposição na primária, enquanto Thompson venceu por maioria de votos dentre quatro candidatos que disputaram a candidatura pelo Partido Republicano.
Esta eleição é histórica, pois a candidata Tammy Baldwin torna-se a primeira mulher eleita para o Senado representando o Wisconsin, e, ao mesmo tempo, é a primeira senadora eleita na nação que declara-se abertamente lésbica. Baldwin foi beneficiada pela forte aprovação do presidente Barack Obama (Democrata) no estado. Apesar disso, as questões LGBT não foram tema principal de sua campanha, nem mesmo no discurso de vitória. Ao se eleger, declarou: "Estou ciente de que serei a primeira integrante do Senado americano abertamente gay, mas não concorri nessas eleições para fazer história e sim para fazer a diferença", "quero fazer a diferença na vida de famílias que estão lutando para conseguir trabalho e pagar as contas, na vida de estudantes preocupados com suas dívidas, idosos preocupados com suas aposentarias e veteranos [das Forças Armadas] que lutaram por nós e agora precisam de alguém para lutar por eles e por suas famílias."

## Contexto
Em 7 de novembro de 2006, o senador Herb Kohl foi reeleito para um quarto mandato consecutivo (disputado contra Robert Lorge) com 67,3% dos votos. A falta de arrecadação para a nova disputa eleitoral sugeriu que ele fosse se aposentar. Houve especulação de que Kohl poderia decidir se aposentar de modo a permitir que Russ Feingold, que perdeu a reeleição em 2010, pudesse concorrer novamente, embora Mike Tate, presidente do Partido Democrata de Wisconsin, descartou as especulações sobre a potencial aposentadoria de Kohl. Kohl, desde então, anunciou que não estaria buscando a reeleição em 2012.
O representante e presidente da Comissão de Orçamento da Câmara Paul Ryan afirmou que não iria disputar a eleição contra Kohl se este tentasse a reeleição, mas iria participar caso ele não a disputasse. Entretanto, Ryan declarou mais tarde que tinha "95 por cento de certeza" de que ele não iria correr. Posteriormente, Ryan foi nomeado candidato a vice-presidente por Romney na chapa Republicana.
A eleição primária ocorreu em 14 de agosto de 2012.

## Primária Republicana
A eleição primária Republicana para o Senado ocorreu em 14 de agosto de 2012.

### Candidatos
Aptos
- Jeff Fitzgerald, Presidente da Assembleia do Estado de Wisconsin[11]
- Eric Hovde, empresário[12]
- Mark Neumann, ex-representante dos Estados Unidos[13][14]
- Tommy Thompson, ex-governador e ex-Secretário de Saúde e Serviços Humanos[15]

Desistentes
- Kip Smith, fisioterapeuta[16]
- Frank Lasee, senador estadual[17] (apoiou Eric Hovde)

### Pesquisas de opinião
| Fonte                 | Data                           | Entrevistas | Margem de erro | Jeff Fitzgerald | Eric Hovde | Mark Neumann | Tommy Thompson | Indeciso |
| --------------------- | ------------------------------ | ----------- | -------------- | --------------- | ---------- | ------------ | -------------- | -------- |
| Public Policy Polling | 8–9 de agosto de 2012          | 557         | ± 4.2%         | 15%             | 27%        | 24%          | 25%            | 9%       |
| Marquette University  | 2–5 de agosto de 2012          | 519         | ± 4.4%         | 13%             | 20%        | 18%          | 28%            | 7%       |
| We Ask America        | 31 de julho de 2012            | 1,237       | ± 2.8%         | 12%             | 23%        | 17%          | 23%            | 25%      |
| Public Policy Polling | 30–31 de julho de 2012         | 400         | ± 4.9%         | 13%             | 28%        | 25%          | 25%            | 9%       |
| Public Policy Polling | 30–31 de julho de 2012         | 400         | ± 4.9%         | —               | 33%        | 27%          | 30%            | 10%      |
| Marquette University  | 5–8 de julho de 2012           | 432         | ± 4.8%         | 6%              | 23%        | 10%          | 35%            | 25%      |
| Public Policy Polling | 5–8 de julho de 2012           | 564         | ± 4.1%         | 9%              | 31%        | 15%          | 29%            | 16%      |
| OnMessage Inc. [a]    | 26–27 de junho de 2012         | 600         | ± 4.0%         | 7%              | 29%        | 16%          | 34%            | 14%      |
| Marquette University  | 13–16 de junho de 2012         | 344         | ± 5.4%         | 10%             | 14%        | 16%          | 34%            | 25%      |
| Public Policy Polling | 31 de março-1 de abril de 2012 | 609         | ± 4.0%         | 18%             | —          | 25%          | 38%            | 19%      |
| Public Policy Polling | 23–26 de fevereiro de 2012     | 556         | ± 4.2%         | 22%             | —          | 22%          | 39%            | 17%      |
| Public Policy Polling | 23–26 de fevereiro de 2012     | 556         | ± 4.2%         | —               | —          | 36%          | 46%            | 18%      |
| Public Policy Polling | 23–26 de fevereiro de 2012     | 556         | ± 4.2%         | 32%             | —          | 42%          | —              | 26%      |
| Public Policy Polling | 23–26 de fevereiro de 2012     | 556         | ± 4.2%         | 37%             | —          | —            | 46%            | 17%      |
| Public Policy Polling | 20–23 de outubro de 2011       | 650         | ± 3.8%         | 21%             | —          | 29%          | 35%            | 11%      |
| Public Policy Polling | 20–23 de outubro de 2011       | 650         | ± 3.8%         | —               | —          | 39%          | 43%            | 17%      |
| Public Policy Polling | 20–23 de outubro de 2011       | 650         | ± 3.8%         | 28%             | —          | 44%          | —              | 28%      |
| Public Policy Polling | 20–23 de outubro de 2011       | 650         | ± 3.8%         | 35%             | —          | —            | 47%            | 17%      |
| Public Policy Polling | 12–14 de agosto de 2011        | 362         | ± 5.2%         | —               | —          | 39%          | 47%            | 13%      |
| Magellan Strategies   | 12–13 de julho de 2011         | 638         | ± 3.9%         | 15%             | —          | 26%          | 41%            | 18%      |
| Magellan Strategies   | 12–13 de julho de 2011         | 638         | ± 3.9%         | —               | —          | 36%          | 44%            | 20%      |

a  Pesquisa feita pela campanha de Eric Hovde

### Resultados
|       | Republicano | Tommy Thompson  | 197 928 | 34%    |
|       | Republicano | Eric Hovde      | 179 557 | 30,08% |
|       | Republicano | Mark Neumann    | 132 786 | 22,8%  |
|       | Republicano | Jeff Fitzgerald | 71 871  | 12,3%  |
| Total | Total       | Total           | 582 386 | 100%   |

## Eleição geral

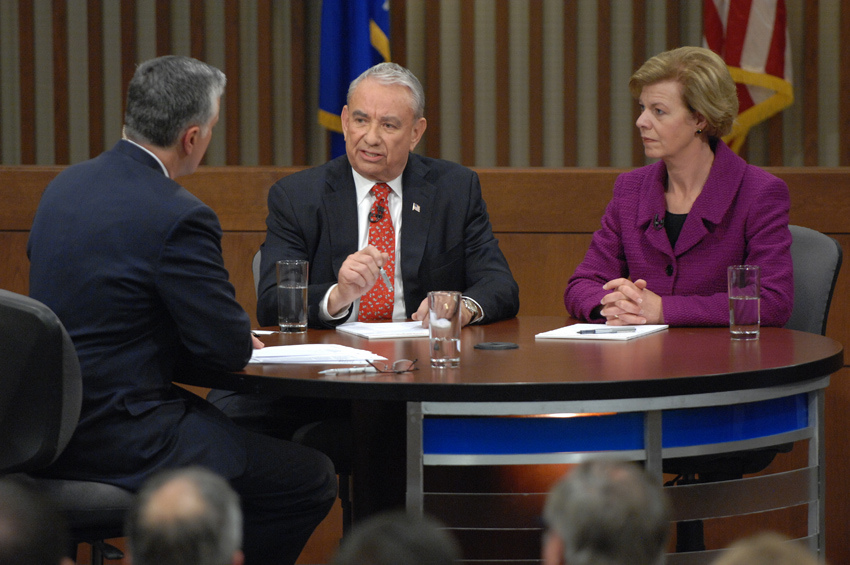
Thompson e Baldwin em debate de 26 de outubro.

### Candidatos
- Tammy Baldwin (Democrata), membro da Câmara dos Representantes
- Tommy Thompson (Republicano), ex-governador e ex-secretário da Saúde e Serviços Humanos
- Joseph Kexel (Libertário), consultor em informática[48]
- Nimrod Allen III (Independente), consultor e ex-fuzileiro naval dos Estados Unidos[49]

### Debates
Baldwin e Thompson participaram de três debates: em 28 de setembro, 18 de outubro e 26 de outubro.

### Fundo de arrecadção
| Candidato (partido)               | Recebimentos | Despesas   | Dinheiro em caixa | Dívida |
| --------------------------------- | ------------ | ---------- | ----------------- | ------ |
| Tammy Baldwin (D)                 | $11 246 482  | $8 478 643 | $3 472 763        | $0     |
| Tommy Thompson (R)                | $7 369 848   | $6 046 299 | $1 323 550        | $0     |
| Fonte: Comissão Eleitoral Federal |              |            |                   |        |

### Pesquisas de opinião
| Fonte de pesquisa         | Data                                | Entrevistas | Margem de erro | Tammy Baldwin (D) | Tommy Thompson (R) | Outro | Indeciso |
| ------------------------- | ----------------------------------- | ----------- | -------------- | ----------------- | ------------------ | ----- | -------- |
| Public Policy Polling     | 2–3 de novembro de 2012             | 1 256       | ± 2.8%         | 51%               | 48%                | —     | 2%       |
| Angus Reid Public Opinion | 1–3 de novembro de 2012             | 482         | ± 4.5%         | 50%               | 48%                | 2%    | —        |
| YouGov                    | 31 de outubro-3 de novembro de 2012 | 1 225       | ± 3.1%         | 48%               | 47%                | —     | 5%       |
| WeAskAmerica              | 31 de outubro–1 de novembro de 2012 | 1 210       | ± 3%           | 49%               | 46%                | —     | 5%       |
| NBC/WSJ/Marist            | 31 de outubro de 2012               | 1 065       | ± 3.0%         | 48%               | 47%                | 4%    | 1%       |
| Rasmussen Reports         | 29 de outubro de 2012               | 750         | ± 4.0%         | 48%               | 48%                | 1%    | 2%       |
| St. Norbert College       | 25–29 de outubro de 2012            | 402         | ± 5%           | 43%               | 46%                | —     | 11%      |
| Marquette University      | 25–28 de outubro de 2012            | 1 243       | ± 2.8%         | 47%               | 43%                | —     | 10%      |
| Rasmussen Reports         | 25 de outubro de 2012               | 500         | ± 4.5%         | 47%               | 48%                | 2%    | 4%       |
| Angus Reid Public Opinion | 18–20 de outubro de 2012            | 502         | ± 4.5%         | 45%               | 42%                | 3%    | 11%      |
| Rasmussen Reports         | 18 de outubro de 2012               | 500         | ± 4.5%         | 46%               | 48%                | 3%    | 3%       |
| Mason-Dixon               | 15–17 de outubro de 2012            | 625         | ± 4%           | 47%               | 45%                | —     | 8%       |
| NBC/WSJ/Marist Poll       | 15–17 de outubro de 2012            | 1 013       | ± 3.1%         | 49%               | 45%                | 1%    | 5%       |
| Marquette University      | 11–14 de outubro de 2012            | 870         | ± 3.3%         | 45%               | 46%                | —     | 7%       |
| YouGov                    | 4–11 de outubro de 2012             | 639         | ± 4.9%         | 48%               | 43%                | —     | 9%       |
| Rasmussen Reports         | 9 de outubro de 2012                | 500         | ± 4.5%         | 51%               | 47%                | 1%    | 2%       |
| CBS/NYT/Quinnipiac        | 4–9 de outubro de 2012              | 1 327       | ± 2.7%         | 48%               | 46%                | —     | 5%       |
| Public Policy Polling     | 4–6 de outubro de 2012              | 979         | ± 3.1%         | 49%               | 46%                | —     | 6%       |
| Marquette University      | 27–30 de setembro de 2012           | 894         | ± 3.3%         | 48%               | 44%                | —     | 6%       |
| We Ask America            | 20–23 de setembro de 2012           | 1 238       | ± 2.8%         | 52%               | 40%                | —     | 8%       |
| Public Policy Polling     | 18–19 de setembro de 2012           | 842         | ± 3.4%         | 49%               | 45%                | —     | 6%       |
| NBC/WSJ/Marist Poll       | 16–18 de setembro de 2012           | 968         | ± 3.2%         | 48%               | 46%                | —     | 5%       |
| CBS/NYT/Quinnipiac        | 11–17 de setembro de 2012           | 1 485       | ± 2.5%         | 47%               | 47%                | —     | 6%       |
| Marquette University      | 13–16 de setembro de 2012           | 705         | ± 3.8%         | 50%               | 41%                | —     | 5%       |
| Public Policy Polling     | 12–13 de setembro de 2012           | 959         | ± n/a          | 48%               | 45%                | —     | 6%       |
| YouGov                    | 4-11 de setembro de 2012            | 772         | ± n/a          | 42%               | 48%                | —     | 10%      |
| CBS/NYT/Quinnipiac        | 15–21 de agsoto de 2012             | 1 190       | ± 3.0%         | 44%               | 50%                | 1%    | 4%       |
| Marquette University      | 16–19 de agosto de 2012             | 576         | ± 4.2%         | 41%               | 50%                | —     | 9%       |
| Public Policy Polling     | 16–19 de agsoto de 2012             | 1 308       | ± 2.7%         | 44%               | 49%                | —     | 7%       |
| Rasmussen Reports         | 15 de agosto de 2012                | 500         | ± 4.5%         | 43%               | 54%                | 1%    | 3%       |
| Quinnipiac                | 31 de julho–6 de agosto 2012        | 1 428       | ± 2.6%         | 47%               | 47%                | 1%    | 5%       |
| Marquette University      | 2–5 de agsto de 2012                | 1 400       | ± 2.6%         | 43%               | 48%                | —     | 5%       |
| Rasmussen Reports         | 25 de julho de 2012                 | 500         | ± 4.5%         | 48%               | 41%                | 5%    | 6%       |
| Marquette University      | 5–8 de julho de 2012                | 810         | ± 3.5%         | 41%               | 45%                | —     | 14%      |
| Public Policy Polling     | 5–8 de julho de 2012                | 1 057       | ± 3.0%         | 45%               | 45%                | —     | 11%      |
| Marquette University      | 13–16 de junho de 2012              | 707         | ± 3.8%         | 41%               | 49%                | —     | 10%      |
| Rasmussen Reports         | 12 de junho de 2012                 | 500         | ± 4.5%         | 36%               | 52%                | 6%    | 6%       |
| Public Policy Polling     | 11–13 de maio de 2012               | 851         | ± 3.4%         | 42%               | 47%                | —     | 11%      |
| Rasmussen Reports         | 9 de maio de 2012                   | 500         | ± 4.5%         | 38%               | 50%                | 5%    | 7%       |
| Public Policy Polling     | 13–15 de abril de 2012              | 1 136       | ± 2.9%         | 45%               | 47%                | —     | 8%       |
| Rasmussen Reports         | 27 de março de 2012                 | 500         | ± 4.5%         | 44%               | 48%                | 4%    | 4%       |
| Rasmussen Reports         | 27 de fevereiro de 2012             | 500         | ± 4.5%         | 36%               | 50%                | 4%    | 10%      |
| Public Policy Polling     | 23–26 de fevereiro de 2012          | 900         | ± 3.3%         | 46%               | 45%                | —     | 9%       |
| Marquette University      | 6–19 de fevereiro de 2012           | 716         | ± 3.7%         | 42%               | 48%                | 1%    | 9%       |
| Rasmussen Reports         | 26 de outubro de 2011               | 500         | ± 4.5%         | 42%               | 49%                | 4%    | 6%       |
| Public Policy Polling     | 20–23 de outubro de 2011            | 1,170       | ± 2.9%         | 44%               | 46%                | —     | 10%      |
| Public Policy Polling     | 12–14 de agosto de 2011             | 830         | ± 3.4%         | 42%               | 50%                | —     | 8%       |
| Public Policy Polling     | 19–22 de maio de 2011               | 1,636       | ± 2.4%         | 44%               | 45%                | —     | 11%      |

### Resultados
|       | Democrata    | Tammy Baldwin  | 1 544 274 | 51,5% |
|       | Republicano  | Tommy Thompson | 1 377 253 | 45,9% |
|       | Libertário   | Joseph Kexel   | 61 908    | 2,1%  |
|       | Independente | Nimrod Allen   | 16 327    | 0,5%  |
| Total | Total        | Total          | 2 999 762 | 100%  |